# Рудка-Ловецка
Рудка-Ловецка (пол. Rudka Łowiecka) — деревня во Влодавском повете Люблинского воеводства Польши. Входит в состав гмины Ханьск. По данным переписи 2011 года, в деревне проживало 83 человека.
В 1975—1998 годах деревня входила в состав Хелмского воеводства.

## География
Деревня расположена на востоке Польши, к западу от реки Западный Буг, на расстоянии приблизительно 23 километров к юго-западу от города Влодавы, административного центра повета. Абсолютная высота — 174 метра над уровнем моря. Через населённый пункт проходит региональная автодорога 819.

## Климат
Климат характеризуется как влажный континентальный с тёплым летом (Dfb  в классификации климатов Кёппена). Среднегодовая температура воздуха составляет 7,5 °C. Средняя температура самого холодного месяца (января) составляет −4,9 °С, самого тёплого месяца (июля) — 18,5 °С. Расчётная многолетняя норма осадков — 511 мм.

## Население
Демографическая структура по состоянию на 31 марта 2011 года:
|         | Всего | До трудоспособного возраста | Трудоспособного возраста | Старше трудоспособного возраста |
| ------- | ----- | --------------------------- | ------------------------ | ------------------------------- |
| Мужчины | 45    | 14                          | 27                       | 4                               |
| Женщины | 38    | 9                           | 24                       | 5                               |
| Всего   | 83    | 23                          | 51                       | 9                               |